# Liste des édifices labellisés « Patrimoine du XXe siècle » de la Charente-Maritime

Cet article recense les monuments historiques protégé au titre du Patrimoine du XXe siècle du département de la Charente-Maritime, en France,.

## Statistiques
Au 31 décembre 2014, la Charente-Maritime compte 31 immeubles protégés du patrimoine du XXe siècle.

## Liste
| Monument                                             | Commune                | Adresse                                       | Coordonnées                        | Notice         | Date | Illustration                                         |
| ---------------------------------------------------- | ---------------------- | --------------------------------------------- | ---------------------------------- | -------------- | ---- | ---------------------------------------------------- |
| Batterie Kora-Karola                                 | Ars-en-Ré              |                                               | 46° 13′ 06″ nord, 1° 32′ 01″ ouest | « PA17000044 » | 2002 | Batterie Kora-Karola                                 |
| Hôtel de ville de Beauvais-sur-Matha                 | Beauvais-sur-Matha     |                                               | 45° 52′ 55″ nord, 0° 11′ 21″ ouest | « PA17000081 » | 2009 | Hôtel de ville de Beauvais-sur-Matha                 |
| Maison de la Gaieté                                  | Chérac                 | 4, route des Mosaïques                        | 45° 42′ 16″ nord, 0° 26′ 20″ ouest | « PA17000102 » | 2015 | Image manquante Téléverser                           |
| Villa La Jetée                                       | Fouras                 | 3 boulevard de la Jetée                       | 45° 59′ 45″ nord, 1° 05′ 58″ ouest | « PA17000075 » | 2007 | Villa La Jetée                                       |
| Batterie Rest Adler Cosel                            | Les Mathes             | Le Canton de la Bonne Anse                    | 45° 41′ 56″ nord, 1° 12′ 37″ ouest | « PA17000043 » | 2002 | Batterie Rest Adler Cosel                            |
| Batterie Wesel Flakberg                              | Les Mathes             | Le Canton de la Bonne Anse                    | 45° 42′ 06″ nord, 1° 13′ 06″ ouest | « PA17000045 » | 2002 | Image manquante Téléverser                           |
| Éolienne du Clône                                    | Pons                   | Le Clône                                      | 45° 34′ 24″ nord, 0° 34′ 57″ ouest | « PA17000071 » | 2006 | Éolienne du Clône                                    |
| Maison de Pierre Loti                                | Rochefort              | 141 rue Pierre-Loti                           | 45° 56′ 03″ nord, 0° 57′ 45″ ouest | « PA00104869 » | 1990 | Maison de Pierre Loti                                |
| Pont transbordeur de Rochefort                       | Rochefort              |                                               | 45° 54′ 58″ nord, 0° 57′ 39″ ouest | « PA00104870 » | 1976 | Pont transbordeur de Rochefort                       |
| Gare de Rochefort                                    | Rochefort              |                                               | 45° 56′ 51″ nord, 0° 57′ 49″ ouest | « PA00104866 » | 1984 | Gare de Rochefort                                    |
| Café de la Paix                                      | La Rochelle            | 54 rue Chaudrier                              | 46° 09′ 45″ nord, 1° 09′ 08″ ouest | « PA00104875 » | 1984 | Café de la Paix                                      |
| Église Saint-André-et-Sainte-Jeanne-d'Arc de Fétilly | La Rochelle            | Rue du Faisan                                 | 46° 10′ 18″ nord, 1° 09′ 20″ ouest | « PA17000047 » | 2002 | Église Saint-André-et-Sainte-Jeanne-d'Arc de Fétilly |
| Groupe scolaire Paul-Doumer                          | La Rochelle            | 19 rue Gaston-Périer                          | 46° 09′ 49″ nord, 1° 08′ 25″ ouest | « PA17000049 » | 2002 | Groupe scolaire Paul-Doumer                          |
| Villa Alsace                                         | La Rochelle            | 7 rue Jeanne-d'Albret                         | 46° 09′ 24″ nord, 1° 09′ 50″ ouest | « PA00105320 » | 1992 | Villa Alsace                                         |
| Slip way                                             | La Rochelle            | 19 quai Louis-Prunier                         | 46° 09′ 00″ nord, 1° 09′ 07″ ouest | « PA17000051 » | 2002 | Slip way                                             |
| Groupe scolaire Pierre-Loti                          | La Rochelle            | 20 avenue Pierre-Loti                         | 46° 09′ 48″ nord, 1° 10′ 32″ ouest | « PA17000050 » | 2002 | Groupe scolaire Pierre-Loti                          |
| Gare de La Rochelle-Ville                            | La Rochelle            | Place Semard                                  | 46° 09′ 09″ nord, 1° 08′ 43″ ouest | « PA00104885 » | 1984 | Gare de La Rochelle-Ville                            |
| Temple protestant de Royan                           | Royan                  | Rue Aunis à l'angle de la rue Alsace-Lorraine | 45° 37′ 30″ nord, 1° 01′ 54″ ouest | « PA17000052 » | 2002 | Temple protestant de Royan                           |
| Villa Gracieux                                       | Royan                  | 22 rue Émile-Zola                             | 45° 37′ 04″ nord, 1° 00′ 41″ ouest | « PA17000076 » | 2007 | Villa Gracieux                                       |
| Résidence Foncillon                                  | Royan                  | 27 rue Foncillon                              | 45° 37′ 17″ nord, 1° 02′ 00″ ouest | « PA17000068 » | 2004 | Résidence Foncillon                                  |
| Villa Ombre Blanche                                  | Royan                  | 70 boulevard Frédéric-Garnier                 | 45° 37′ 08″ nord, 1° 00′ 58″ ouest | « PA17000054 » | 2002 | Villa Ombre Blanche                                  |
| Villa Hélianthe                                      | Royan                  | 38 boulevard de la Grandière                  | 45° 37′ 25″ nord, 1° 01′ 23″ ouest | « PA17000046 » | 2002 | Villa Hélianthe                                      |
| Église Notre-Dame de Royan                           | Royan                  | Place Notre-Dame                              | 45° 37′ 25″ nord, 1° 01′ 58″ ouest | « PA00105154 » | 1988 | Église Notre-Dame de Royan                           |
| Villa Tanagra                                        | Royan                  | 34 avenue du Parc                             | 45° 37′ 17″ nord, 1° 01′ 02″ ouest | « PA00105307 » | 1990 | Villa Tanagra                                        |
| Palais des congrès de Royan                          | Royan                  | 1 Façade de Foncillon                         | 45° 37′ 12″ nord, 1° 01′ 59″ ouest | « EA17141220 » | 2004 | Palais des congrès de Royan                          |
| gare routière de Royan                               | Royan                  | 69 Cours de l'Europe                          | 45° 37′ 30″ nord, 1° 01′ 16″ ouest | « EA17141221 » | 2004 | gare routière de Royan                               |
| Marché central de Royan                              | Royan                  |                                               | 45° 37′ 40″ nord, 1° 01′ 53″ ouest | « PA17000053 » | 2002 | Marché central de Royan                              |
| Maison Heureuse                                      | Saint-Georges-d'Oléron | Boyardville Impasse avenue de la Plage        | 45° 58′ 12″ nord, 1° 14′ 11″ ouest | « PA17000066 » | 2004 | Maison Heureuse                                      |
| Villa Blockhaus                                      | Saint-Georges-d'Oléron |                                               | 45° 59′ 55″ nord, 1° 19′ 21″ ouest | « PA00105321 » | 1992 | Image manquante Téléverser                           |
| Cinéma l'Eden                                        | Saint-Jean-d'Angély    | 45 boulevard Joseph-Lair                      | 45° 56′ 47″ nord, 0° 31′ 25″ ouest | « PA00105179 » | 1984 | Cinéma l'Eden                                        |
| Temple protestant                                    | Saintes                | 2 cours Reverseaux                            | 45° 44′ 50″ nord, 0° 38′ 16″ ouest | « PA17000020 » | 1998 | Temple protestant                                    |
| Batterie Muschel                                     | La Tremblade           | Canton du Pavillon Est                        | 45° 43′ 21″ nord, 1° 12′ 56″ ouest | « PA17000056 » | 2002 | Batterie Muschel                                     |
| Gare de Varzay                                       | Varzay                 | 33, 31 rue de l'Horloge                       | 45° 41′ 59″ nord, 0° 44′ 34″ ouest | « PA17000057 » | 2002 | Image manquante Téléverser                           |